# Déserts d'Asie centrale
Les déserts d'Asie centrale sont un groupe de trois écorégions terrestres du biome des déserts et brousses xériques d'Asie centrale : les forêts claires ripariennes d'Asie centrale ; le désert septentrional d'Asie centrale ; le désert méridional d'Asie centrale.
Ces zones désertiques forment une région écologique identifiée par le Fonds mondial pour la nature (WWF) comme faisant partie de la liste « Global 200 », c'est-à-dire considérée comme exceptionnelle au niveau biologique et prioritaire en matière de conservation.